# Blernsball
Blernsball is een fictieve balsport uit de animatieserie Futurama.
Het spel is in feite een aangepaste versie van honkbal, daar men gewoon honkbal te saai vond. Leela was de eerste vrouw ooit die professioneel blernsball speelde, maar zij mocht enkel meedoen om kijkers te lokken.

## Blernsball spelen
Hoewel Blernsball in grote lijnen gelijk is aan honkbal, zijn er een paar nieuwe regels toegevoegd. Deze houden in:
- De bal zit vast aan een elastische lijn om te zorgen dat hij binnen het veld blijft, maar een harde slag kan deze lijn doen breken. Indien een speler erin slaagt de bal door een gaatje in een reclamebord buiten het stadion te slaan, heeft zijn team automatisch gewonnen. Al veel ballen zijn de Aardse atmosfeer uitgeslagen.
- Er is een bevoegdheid om spelers steroïden te geven.
- Indien er drie ballen in een klein gat in het midden van het veld worden geslagen, ontstaat er een flipperkastachtige “multibal”. Hierbij worden tientallen ballen met hoge snelheid het veld ingeschoten. Als een speler erin slaagt ze allemaal te raken, krijgt zijn team een "blern".
- Vervangende pitchers worden van de bullpan naar het veld gedreven door een enorme tarantula.
- Een speler mag alle honken bij langs gaan op een light cycle, maar alleen als de blern geraakt wordt.
- De honken ontploffen soms. Ook dit kan enkel gebeuren als de blern wordt geraakt.
- Ondanks dat er maar vier honken zijn, is er een positie voor een vijfde speler op het veld.
- Tradities van het spel zijn de aluminium knuppels en blernsball spelers mee naar huis nemen als souvenir.

## Lijst van bekende professionele blernsball teams
- The Boston Poindexters
- The Mars Greenskins
- The New New York Mets
- The New New York Yankees
- The Pituitary Giants
- The Swedish Meatballs
- The Atlanta Braves
- The Spark Plugs

## Geschiedenis
- Momenteel is Leela de slechtste blernsballspeler ooit. Voordat ze met blernsball begon was dit Hank Aarons nakomeling, Hank Aaron XXIV. (Als je 25 jaar voor 1 generatie neemt, kan je opmaken dat Blernsball ten minste al in het jaar 2600 gespeeld werd.) Aaron XXIV is echter nog wel de slechtste footballspeler ooit.
- Er was ooit een blernsball Robot League. Bender had het hierover in de aflevering "Fear of a Bot Planet".
- In de Blernsball-eregalerij komen verschillende aliens voor die meerdere kleurbarrières hebben doorbroken.